# Antoni Riquer i Arabí
Antoni Riquer i Arabí (Eivissa, 1773-1846), fou un corsari eivissenc.
El 5 de maig de 1806 alliberà el xabec mallorquí Sant Lluís. El primer de juny del mateix any capturà el vaixell corsari anglès Felicity del capità Michael Neveli El Papa, amb el xabec eivissenc Sant Antoni i Santa Elisabet. El 15 de juny del mateix any travà combat amb un bergantí anglès que no pogué apresar degut a la seva superior velocitat. Per Reial Ordre del 24 de febrer de 1821 se li concedí el grau de tinent de fragata, per haver capturat prop de Benidorm un vaixell insurgent que abans havia derrotat una divisió de guardacostes. El 1823 efectuà una expedició a Cartagena en socors del general Torrijos que defensava la ciutat assetjada pels francesos.